# Clavicornaltica trautneri
Clavicornaltica trautneri là một loài bọ cánh cứng trong họ Chrysomelidae. Loài này được Medvedev miêu tả khoa học năm 1993.